# Seychely
Seychely (výslovnost [sejšely]), plným názvem Seychelská republika, je stát na stejnojmenném souostroví v Indickém oceánu, východně od afrického kontinentu a severně od Madagaskaru.

## Dějiny
Třebaže ostrovy byly známy již ve středověku arabským kupcům a na počátku 16. století zde jako první Evropané přistáli Portugalci, zůstávaly dlouho bez trvalého osídlení. Teprve v polovině 18. století zde Francie zřídila kolonii, nazvanou podle tehdejšího ministra financí Jeana Moreaua de Séchelles. Vzhledem ke strategické poloze při námořní cestě do Indie začali o ostrovy usilovat Britové. Ti se Seychel zmocnili za napoleonských válek a do jejich držení ostrovy přešly Pařížským mírem roku 1814. Britové zde po napoleonských válkách zrušili otroctví. Na oslavu tohoto aktu byla na předměstí Victorie postavena socha muže, jenž symbolicky přetrhává své řetězy. Ostrovy byly dlouho spravovány z Mauricia a teprve v roce 1903 vyčleněny jako samostatná kolonie. Roku 1976 získaly Seychely nezávislost jako republika v rámci Britského společenství národů.

## Státní symboly

### Vlajka
Seychelská vlajka má poměr stran 1:2 a tvoří ji pět paprsků vycházejících z levého dolního rohu (dle vexilologického názvosloví z dolního rohu) v barvách (po směru hodinových ručiček) modré, světle žluté, tmavě červené, bílé a zelené.

### Znak
Seychelský státní znak je tvořen štítem s ostrovní krajinou. Před palmou seychelskou je na trávníku seychelský endemit, želva obrovská. V pozadí je na moři dvoustěžník s plnými plachtami, za ním pak další ostrovy. Štít přidržují dvě ryby rodu Histiophorus (plachetníkovití) a korunuje ho přilba se stříbrně-modro-červenými přikryvadly a stejnobarevnou točenicí. Nad ní jsou dvě modré a mezi nimi jedna stříbrná vlna a nad ní pták Faeton žlutozobý. Pod štítem je zlatá stuha s latinským mottem FINIS • CORONAT • OPUS (česky Konec korunuje dílo).

## Geografie
Seychelská republika se rozkládá jižně od rovníku na 115 malých ostrovech, rozesetých v několika skupinách na ploše zhruba 1100 krát 800 km severovýchodně od Madagaskaru. Ostrovy jsou dvojího druhu – vlastní Seychelské ostrovy nebo též Vnitřní ostrovy (Mahé, Praslin, La Digue, Silhouette aj.), ležící na severovýchodě státu, jsou tvořeny masivními žulovými skalisky, zatímco ostatek souostroví, souhrnně označovaný jako Vnější ostrovy, představují ploché korálové atoly (Amiranty, Coetivy, Providence, Farquhar a Aldabry). Obydleno je 33 ostrovů, přičemž ⅘ obyvatelstva se soustřeďují na největším ostrově Mahé, kde leží i hlavní město Victoria. Na Vnějších ostrovech, které představují téměř polovinu plochy země, ale postrádají vodní zdroje pitné vody, žijí zde pouze 2 % seychelského obyvatelstva.
Seychely se těší poměrně stálému tropickému podnebí s průměrnými denními teplotami mezi 24 a 30 °C a hojnému množství srážek (průměrné roční úhrny činí kolem 3000 mm). Srážky jsou časté zejména během zimní sezóny, v letních měsících převažuje sucho. Ačkoliv vzhledem k blízkosti rovníku Seychely leží mimo oblast obvyklého výskytu tropických bouří, bouře od prosince do března v jiných oblastech indického oceánu mohou způsobit šedivé a větrné dny. Nejtepleji bývá v březnu až dubnu, relativně nejchladnějším obdobím roku je pak léto od července do srpna.
Ostrovy (zvláště Vnitřní) jsou dosud zčásti pokryty hustým tropickým lesem a pro svou odlehlost od pevniny jsou domovem mnoha endemických živočichů a rostlin. Vědecká studie, vypracovaná v 90. letech, udává jako endemické „přinejmenším“ 75 druhů kvetoucích rostlin, 15 druhů ptáků, 3 druhy savců, 30 druhů obojživelníků a plazů a několik stovek druhů bezobratlých. V tomto směru vyniká zejména atol Aldabra, na němž žije největší světová populace obřích želv (150 až 180 tisíc jedinců), a který byl roku 1982 prohlášen za světové přírodní dědictví UNESCO. Dalším unikátním symbolem země je palma Lodoicea seychelská (Lodoicea maldivica) s obřími plody, vážícími kolem 20 kg. Také háj 4000 těchto stromů ve Vallée de Mai na ostrově Praslin je od roku 1983 zapsán na seznam světového dědictví. Seychelská vláda vynakládá velké úsilí na uchování místní přírody; 42 % rozlohy země pokrývají národní parky a přírodní rezervace.

## Obyvatelstvo
Velkou většinu obyvatelstva, necelých 87 %, představují míšenci, potomci francouzských kolonistů a afrických otroků, hovořící seychelskou kreolštinou (Seselwa), odvozenou z francouzštiny. Zbytek tvoří především menšiny Indů, Malgašů a Číňanů. Gramotnost dosahuje 92 %, u mladších ročníků je téměř úplná. Naprostá většina Seychelanů žije na trojici ostrovů Mahé, Praslin a La Digue. Dědictvím francouzské koloniální éry je příslušnost většiny obyvatel k Římskokatolické církvi. Britské dědictví se promítá do náboženské příslušnosti menšiny obyvatel k anglikánům. Malé skupiny obyvatelstva patří k presbyteriánům, metodistům, baptistům a dalším evangelickým církvím. Indové jsou zčásti hinduisté, zčásti muslimové. Číňané jsou zčásti konfuciáni nebo taoisté, zčásti buddhisté.

## Hospodářství
Seychely jsou poměrně blahobytnou zemí. Nejdůležitější zdroj příjmů představuje luxusní turistický ruch. Ročně stráví na Seychelách dovolenou zhruba 150 tisíc zahraničních hostů. Dalším významným hospodářským odvětvím je lov a zpracování ryb, zvláště tuňáků. Na Seychelách se nachází jedna z největších tuňákových konzerváren na světě. Zemědělsky země již není soběstačná, velká část potravin se dováží, naopak důležitými vývozními komoditami jsou kokosové ořechy, palmová vlákna, kopra, skořice a vanilka. Dlouhodobými problémy jsou nadhodnocený kurs místní měny, vysoká závislost na dovozu zboží a surovin a také velký schodek veřejných financí.

## Galerie

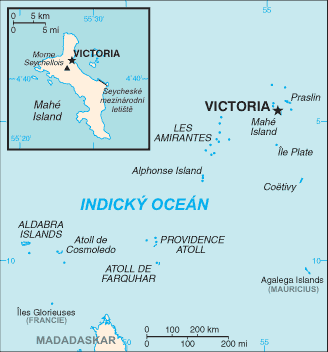
Mapa Seychel
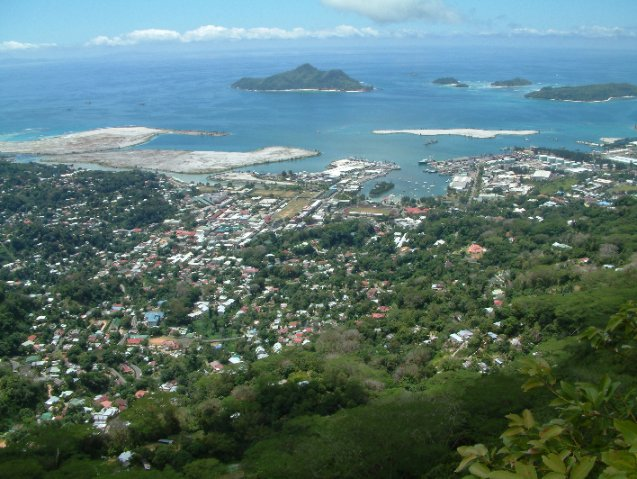
Hlavní město Victoria
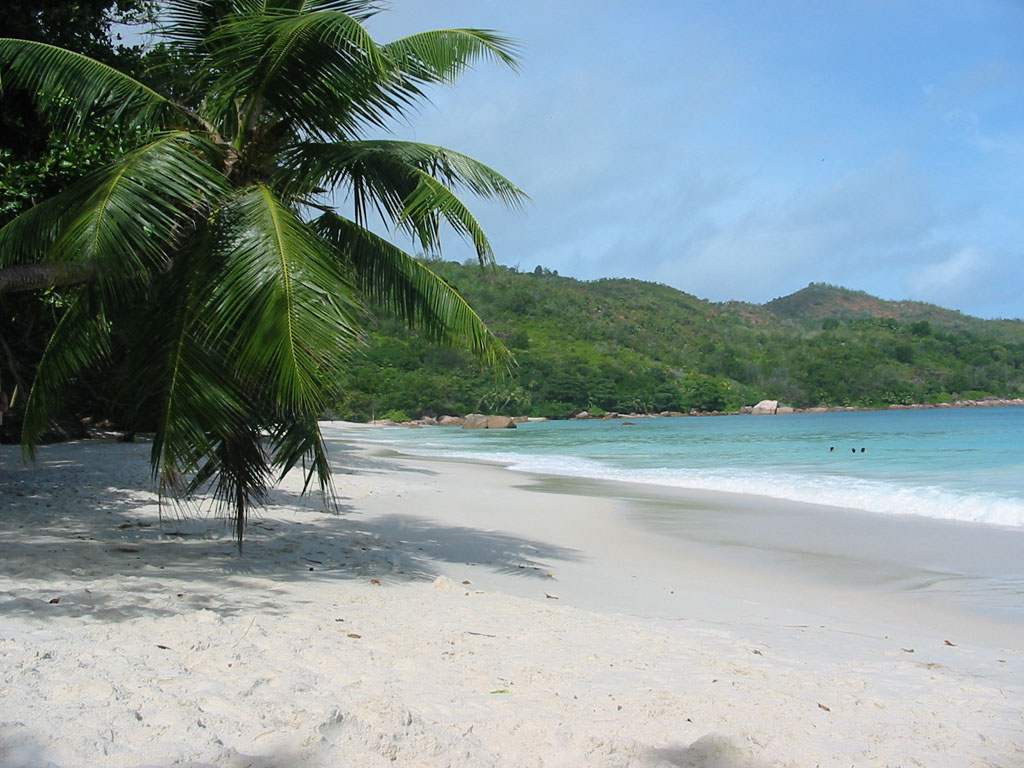
Pláž na druhém největším seychelském ostrově Praslin